# Paul Pujade
Pour les articles homonymes, voir Pujade.
Paul Pujade, né le 17 mars 1854 à Arles-sur-Tech (Pyrénées-Orientales) et mort le 8 août 1927 dans le 8e arrondissement de Paris, est un homme politique français.

## Biographie
Docteur en médecine en 1879, il exerce à Amélie-les-Bains, station thermale fondée par son grand-père[réf. nécessaire]. Il est spécialisé dans le traitement de la tuberculose, sur lequel il écrit plusieurs ouvrages. Il est maire en 1885, conseiller général en 1895 puis président du conseil général et député des Pyrénées-Orientales de 1905 à 1914, siégeant au groupe radical-socialiste.